# ExxonMobil
Exxon Mobil Corporation, denumită ExxonMobil, este o corporație multinațională americană de petrol și gaze cu sediul în Irving, Texas. Este cel mai mare descendent direct al Standard Oil al lui John D. Rockefeller, și a fost format la 30 noiembrie 1999 prin fuziunea Exxon (fosta Standard Oil Company din New Jersey) și Mobil (fostă Standard Oil Company din New York). Principalele mărci ale ExxonMobil sunt Exxon, Mobil, Esso și ExxonMobil Chemical.  ExxonMobil este încorporat în New Jersey.
Din conducerea companiei fac parte și membrii ai familiei Rockefeller.
Una din cele mai mari companii din lume după venituri, ExxonMobil din 1996 până în 2017 a variat de la prima, la a șasea cea mai mare companie tranzacționată public după capitalizarea de piață. Compania s-a situat pe locul trei global, în topul Forbes Global 2000 în 2016. ExxonMobil a fost a zecea cea mai profitabilă companie în topul Fortune 500 în 2017. Începând cu 2018, compania s-a situat pe locul doi în topul Fortune 500 ce măsoară cele mai mari companii din Statele Unite după venituri. Din Martie 2019, cei mai mari acționari ai ExxonMobil includ The Vanguard Group (8,15%), BlackRock (6,61%) și State Street Corporation (4,83%).
ExxonMobil este una dintre cele mai mari companii Big Oil din lume. Potrivit datelor din 2007, aceasta a avut o producție zilnică de 3,921 milioane de barili echivalenți de petrol, dar semnificativ mai puțin decât alte companii deținute de stat.
Clasificată după rezervele de gaz și petrol, se situează pe poziția a 14-a - cu mai puțin de 1% din totalul din lume. Rezervele ExxonMobil au fost de 20 miliarde de barili echivalenți de petrol la sfârșitul lui 2016 iar conform ratelor de producție din 2007, acestea erau așteptate să dureze mai mult de 14 ani. Cu 37 de rafinării de petrol în 21 de țări, constituind o capacitate de rafinare zilnică de 6,3 milioane de barili (1,000,000 m³), ExxonMobil este a șaptea cea mai mare dintre rafinării din lume, titlu ce a fost de asemenea asociat cu Standard Oil încă de la începuturile acesteia în 1870.

## Istoric

Grafic ce conține cele mai mari companii din energie, numite "Big Oil", cu date financiare din 2005

### Din 1870 până în 1911
Istoria companiei începe din 1870, când Rockefeller și asociații săi au înființat Standard Oil Company (Ohio), companie cu cea mai mare capacitate de rafinare de petrol din lume, la acel moment.
În 1882, aceasta împreună cu companiile sale asociate au fost incorporate ca Standard Oil Trust, cu Standard Oil Company of New Jersey și Standard Oil Company of New York ca cele mai mari companii ale sale. Compania Anglo-Americană Ango-American Oil Company a fost stabilită în Regatul Unit în 1888. În 1890, Standard Oil împreună cu comercianții maritimi locali din Bremen, au stabilit Deutsch-Amerikanische Petroleum Gesellschaft (mai târziu: Esso A.G.). În 1891, o ramură pentru vânzări pentru Olanda și Belgia a fost stabilită în Rotterdam. În același an, o ramură pentru vânzări pentru Italia a fost stabilită în Veneția, numită Società Italo Americana pel Petrolio.
Standard Oil Trust a fost desființat în 1892 de actul Sherman Antitrust. Totuși, a fost reînființat ca Standard Oil Interests. În 1893, întreaga piață din China și restul Asiei de kerosen a fost atribuită Standard Oil Company of New York pentru a îmbunătăți comerțul cu țările din Asia. În 1898, Standard Oil of New Jersey a achiziționat un pachet de acțiuni suficient de mare pentru a controla Imperial Oil of Canada. În 1899, Standard Oil Company of New jersey a devenit compania deținătoare a Standard Oil Interests. Cercetările anti-monopoly împotriva Standard Oil au fost pornite în 1898. Reputația Standard Oil a suferit în ochii publicului după publicarea de către Ida M. Tarbell a clasicului The History of the Standard Oil Co. în 1904, ceea ce a condus la o creștere a presiunii asupra guvernului pentru a lua acțiune împotriva companiei.
În anul 1911 Curtea Supremă de Justiție din Statele Unite ale Americii a decis împărțirea companiei în 34 de companii mai mici; printre acestea, se aflau Vacuum Oil Company și Jersey Standard. Între stagiarii la Jersey Standard s-a numărat în perioada interbelică inginerul petrochimist Gheorghe Claudiu Suciu, ulterior șef de fabricație la Rafinăria Româno-Americană și academician.

### Din 1911 până în 1950
În următoarele decenii, Jersey Standard și Socony au crescut semnificativ. John Duston Archbold a fost primul președinte al Jersey Standard. Archbold a fost urmat de către Walter C. Teagle în 1917, care a făcut-o cea mai mare companie petrolieră din lume. În 1919, Jersey Standard a achiziționat 50% din acțiunile Humble Oil & Refining Co., un producător de petrol din Texas. În 1920, a fost listată la bursa de valori din New York. În următorii ani a achiziționat sau stabilit Tropical Oil Company of Colombia (1920), Standard Oil Company of Venezuela (1921) și Creole Petroleum Company of Venezuela (1928).
Henry Clay Folger a fost directorul Socony până în 1923, când a fost înlocuit de Herbert L. Pratt. Piața în creștere a automobilelor a inspirat produsul marcă înregistrată Mobiloil, înregistrată de Socony în 1920. După dizolvarea Standard Oil, Socony avea active în rafinarea petrolului și promovare dar îi lipseau activități de producere. Din această cauză, Socony a cumpărat 45% din compania Magnolia Petroleum Co., o rafinărie mare și un transportator al țițeiului prin conducte, în 1918. În 1925, Magnolia a devenit deținută în totalitate de Socony. În 1926, Socony a cumpărat General Petroleum Corporation of California. În 1928, Socony s-a alăturat Turkish Petroleum Company (Iraq Petroleum Company). În 1931, Socony a fuzionat cu Vacuum Oil Company, un pionier al industriei încă din 1866, pentru a forma Socony-Vacuum.
În regiunea Asia-Pacific, Jersey Standard a stabilit prin subsidiara sa Olandeză, o companie de explorare și producție numită Nederlandsche Koloniale Petroleum Maatschappij în 1912. În 1922, a găsit petrol în Indonesia, iar în 1927 a construit o rafinărie în Sumatra. Avea activități de producere a petrolului și rafinării însă nu deținea o rețea de promovare. Socony-Vacuum avea activitățile de promovare pentru piața Asiatică, realizate de la distanță din California. În 1933, Jersey Standard și Socony-Vacuum și-au fuzionat interesele în zona Asia-Pacific într-o companie 50-50. Standard Vacuum Oil Company, sau "Stanvac", a activat în 50 de țări, din Africa de Est până în Noua Zeelandă, înainte de a fi dizolvată în 1962.
În 1924, Jersey Standard și General Motors și-au combinat descoperirile despre tetraetil de plumb și au stabilit Ethyl Gasoline Corporation. În 1927, Jersey Standard a semnat un acord de cooperare pe 25 de ani cu IG Farben pentru cercetarea despre hidrogenarea cărbunelui în Statele Unite. Jersey Standard a considerat ca această cooperare va fi benefică, deoarece a crezut că rezervele de petrol ale Statelor Unite se vor termina în curând și că hidrogenarea cărbunelui va putea permite producerea de noi combustibili sintetici. A construit uzine pentru combustibili sintetici în Bayway, Baton Rouge și Baytown (nefinalizată). Interesul în hidrogenare s-a evaporat odată cu descoperirea câmpului de petrol East Texas Oil Field. Ca parte a cooperării dintre Jersey Standard și IG Farben, o companie comună, Standard I.G. Company, a fost stabilită cu Jersey Standard deținând 80% din companie. IG Farben a transferat drepturile procesării de hidrogenare în afara Germaniei către compania comună în schimbul a 35 de milioane de dolari în acțiuni la Jersey Standard. În 1930, compania comună a stabilit Hydro Patents Company, pentru a licenția procesul de hidrogenare în Statele Unite. Înțelegerea cu IG Farben a permis Jersey Standard accesul la brevete legate de polyisobutyl, ce au asistat Jersey Standard în avansarea polimerizării isobutolenului și producerea primului cauciuc butyl în 1937. Ca parte a înțelegerii cu IG Farben, aceasta a dat companiei Germane un drept de veto pentru a licenția brevetele legate de industria chimică în Statele Unite, inclusiv brevetul pentru cauciucul butyl. Jersey Standard a fost acuzată de trădare de senatorul Harry S. Truman. În 1941, a deschis prima uzină comercială de toluen sintetic.
În 1932, Jersey Standard a achiziționat activele străine ale companiei Pan American Petroleum and Transport Company. În 1937, activele sale din Bolivia au fost naționalizate, urmate de naționalizarea activelor sale din Mexic în 1938.
Din împărțirea în mai multe companii în 1911 a Standard Oil Trust, Jersey Standard a folosit marca Esso, o pronunție fonetică a inițialelor "S" și "O" din numele Standard Oil, ca unul din mărcile sale primare. Totuși, multe alte companii derivate din Standard Oil au obiectat împotriva folosirii numelui acela pe teritoriile lor și au reușit să convingă curțile federale din Statele Unite în 1930 să interzică marca Esso în statele respective. În statele unde interzicerea a fost valabilă, Jersey Standard și-a comercializat produsele sub sigla Enco și Humble.
În 1935, Socony Vacuum Oil a deschis imensul Mammoth Oil Port pe Staten Island, ce avea o capacitate de un sfert de miliard de galoane de produse de petrol pe an și putea primi petrol de pe navele petroliere și barjele de pe râuri. În 1940, Socony-Vacuum a cumpărat Gilmore Oil Company of California, care în 1945 a fuzionat cu altă subsidiară, General Petroleum Corporation. În 1947, Jersey Standard și Royal Dutch Shell au format compania comună Nederlandse Aardolie Maatschappij BV pentru explorarea și producerea de petrol și gaz în Olanda. În 1948, Jersey Standard și Socony-Vacuum au achiziționat acțiuni la Arab-American Oil Company (Aramco).

### Din 1950 până în 1972
În 1955, Socony-Vacuum a devenit Socony Mobil Company. În 1959, Magnolia Petroleum Company, General Petroleum Corporation și Mobil Producing Company au fuzionat pentru a forma Mobil Oil Company, o subsidiară deținută în totalitate de Socony Mobil. În 1966 Vacuum Oil Company și-a schimbat numele în Mobil Oil Corporation.
Humble Oil a devenit o subsidiară deținută în totalitate de către Jersey Standard și a fost reorganizată în divizia de comercializare a Jersey Standard în 1959. În 1967, Humble Oil a cumpărat toate stațiile de benzinărie Signal ramase de la Standard Oil Company of California (Chevron). În 1969, Humble Oil a deschis o nouă rafinărie în Benicia, California.
În Libia, Jersey Standard a făcut prima descoperire majoră de petrol în 1959.
Mobil Chemical Company a fost stabilită în 1960 iar Exxon Chemical Company (inițial denumită Enjay Chemicals) în 1965.
În 1965, Jersey Standard a început să cumpere active de cărbune prin filiala sa Carter Oil (mai târziu redenumită Exxon Coal U.S.A.). Pentru a conduce operațiunile de cărbune din Midwest și Est din Statele Unite, compania Monterey Coal Company a fost stabilită în 1969. Carter Oil s-a focusat pe dezvoltarea de combustibili sintetici din cărbune. În 1966, a început să dezvolte un proces de lichefiere al cărbunelui numit Exxon Donor Solvent Process. În Aprilie 1980, Exxon a deschis o uzină cu o capacitate de 250 de tone pe zi în Baytown, Texas. Această uzină a fost închisă și desființată în 1982.
În 1967, Mobil a cumpărat într-o mișcare strategică 28% din acțiunile lanțului German de benzinării Aral.
La sfârșitul anilor 1960, Jersey Standard cerceta proiecte pentru următorii 30 de ani. În Aprilie 1973, Exxon a fondat Solar Power Corporation, o subsidiară deținută în totalitate de ei, pentru a dezvolta celule fotovoltaice. După surplusul de petrol din anii 1980, raportul intern al Exxon previziona că energia solară nu va putea deveni viabilă până în 2012 sau 2013. După aceea, Exxon a vândut Solar Power Corporation în 1984. În 1974-1994, de asemenea Mobil a dezvoltat energie solară prin Mobil Tyco Solar Energy Corporation, compania sa în colaborare cu Tyco Laboratories.
La sfârșitul anilor 1960, Jersey Standard a intrat în industria nucleară. În 1969 a creat subsidiara sa, Jersey Nuclear Company (mai târziu Exxon Nuclear Company), pentru fabricarea și comercializarea de combustibil bazat pe uraniu, care avea să fie fabricat din concentrat de uraniu minat de departamentul de minerale al Humble Oil (mai târziu Exxon Mineral Company). În 1970, Jersey Nuclear a deschis o fabrică de combustibil nuclear, acum deținută de Framatome, în Richland, Washington. În 1986, Exxon Nuclear a fost vândut către Kraftwerk Union, o divizie nucleară a Siemens. Compania a început să exploateze minereu de uraniu la suprafață în Converse County, Wyoming în 1970, solution mining în 1972 și minatul subteran în 1977. Procesarea minereului de uraniu a început în 1972. Fabrica a fost închisă în 1984. În 1973, Exxon a cumpărat fabrica de procesare a minereului de uraniu Ray Point, care a fost închisă la scurt timp după aceea.

### Din 1972 până în 1998
În 1972, Exxon a fost prezentat ca fiind noul brand unificat pentru toate celelalte produse ce purtau înainte numele de Enco și Esso. În același timp, compania și-a schimbat numele din Standard Oil of New Jersey în Exxon Corporation, iar Humble Oil a devenit Exxon Company U.S.A. Redenumirea a venit după ce a fost testată piața cu succes pentru noul nume Exxon, sub două logo-uri experimentale, în toamna și iarna din 1971-72. Odată cu noul nume, Exxon a stabilit un logo dreptunghiular, folosind litere roșii cu o bordură albastră pe un fundal alb, asemenea schemei de culori familiare cu logo-urile vechi de la Enco și Esso. Exxon a înlocuit brandurile Esso, Enco și Humble în Statele Unite pe 1 Ianuarie, 1973.
Datorită embargoului asupra petrolului din 1973, Exxon și Mobil au început să își extindă operațiunile de explorare și producție în Marea Nordului, Golful Mexic, Africa și Asia. Mobil și-a diversificat activitățile în comerțul cu amănuntul și împachetare prin cumpărarea companiei conducătoare a Montgomery Ward și Container Corporation of America.
În 1976, Exxon prin subsidiara sa Intercor, a intrat într-un parteneriat cu compania deținută de statul Columbian, Carbocol pentru a începe minarea pentru cărbune în Cerrejón. În 1980, Exxon a fuzionat activele sale din industria mineralelor în nou creata Exxon Minerals (mai târziu Exxon Mobil Coal and Minerals). În același timp, Exxon a intrat în industria petrolului de șist, prin cumpărarea a 60% din acțiuni în proiectul Colony Shale Oil Project în Colorado, Statele Unite și 50% din acțiuni la depositul Rundle Oil shale în Queensland, Australia. Pe 2 Mai, 1982, Exxon a anunțat terminarea proiectului Colony Shale Oil Project datorită prețului scăzut al petrolului și a creșterea cheltuielilor.
Mobil și-a mutat sediul din New York în Fairfax County, Virginia în 1987. Exxon a vândut clădirea Exxon Building (1251 Avenue of the Americas), fostul sediu în Rockefeller Center, către o unitate aparținând de Mitsui Real Estate Development Co. Ltd. in 1986 pentru suma de 610 milioane de dolari. În 1989 și-a mutat sediul din Manhattan, New York în zona Las Colinas din Irving, Texas. John Walsh, președinte al subsidiarei Exxon, Friendswood Development Company, a declarat că Exxon a plecat din New York datorită costurilor prea ridicate.
Pe 24 martie, 1989, nava petrolieră Exxon Valdez a lovit un recif în zona Prince William Sound din Alaska, unde a vărsat mai mult de 42,000 m³ de petrol. Vărsarea de petrol Exxon Valdez a fost a doua cea mai mare din istoria Statelor Unite și în urma incidentului Exxon Valdez, Congresul din Statele Unite a dat legea Oil Pollution Act din 1990. Despăgubirile inițiale la care compania a fost inițial supusă, în valoare de 5 miliarde de dolari a fost mai apoi redusă la 507,5 milioane de dolari de către Curtea Supremă a Statelor Unite în Iunie 2008.
În 1994, Mobil a stabilit subsidiara MEGAS (Mobil European Gas), care a devenit responsabilă pentru operațiunile de gaz naturale ale Mobil în Europa. În 1996, Mobil și British Petroleum, au fuzionat afacerile lor din Europa legate de rafinărie și comercializarea combustibililor și a lubrifianților. Mobil deținea un procentaj de interes de 30% în afacerea de combustibil și 51% în afacerea de lubrifianți.
În 1996, Exxon a intrat pe piața din Rusia, semnând un acord comun pentru a începe producția la proiectul Sakhalin-I.

### Din 1998 până în 2000
În 1998, Exxon și Mobil au semnat un acord de fuziune în valoare de 73,7 miliarde de dolari formând o nouă companie numită Exxon Mobil Corp. (ExxonMobil), cea mai mare companie petrolieră din lume și a treia cea mai mare companie din lume. Aceasta a fost cea mai mare fuziune corporativă din lume la vremea respectivă. La vremea fuziunii, Exxon era cea mai mare companie de energie din lume, în timp ce Mobil era a doua cea mai mare companie de petrol și gaze din Statele Unite. Această fuziune a fost anunțată la scurt timp după altă mare fuziune, cea dintre British Petroleum și Amoco, care a fost atunci cea mai mare fuziune industrială.
Acționarii Mobil au primit 1,32 acțiuni la Exxon pentru fiecare acțiune deținuta la Mobil. Ca urmare, foștii acționari Mobil au primit aproximativ 30% din noua companie după fuziune, în timp ce procentajul foștilor acționari Exxon era de aproximativ 70%. Directorul Exxon, Lee Raymond a rămas președintele consiliului de administrație al noii companii iar directorul Mobil, Lucio Noto a devenit vice-președinte. Fuziunea dintre Exxon și Mobil a fost unică în istoria Statelor Unite, deoarece a reunit două dintre cele mai mari companii din trustul Standard Oil.
În anul 1999 cele două companii au fuzionat și au format Exxon Mobil Corporation. Fuziunea a fost aprobată de către Comisia Europeană pe 29 Septembrie 1999 iar de către United States Federal Trade Comission pe 30 Noiembrie 1999. Ca o condiție pentru fuziunea dintre Exxon și Mobil, Comisia Europeană a ordonat dizolvarea parteneriatului dintre Mobil și BP și de asemenea să își vândă participația la Aral. Ca urmare, BP a achiziționat toate activele legate de combustibil, două uzine de petrol și o parte semnificativă a afacerii legate de lubrifianți, în timp ce ExxonMobil a cumpărat celelate uzine de petrol și o parte din afacerea de lubrifianți. Participația din Aral, a fost vândută către Vega Oel, cumpărat mai târziu de BP. Comisia Europeană a cerut de asemenea ca Mobil să își vândă afacerea MEGAS iar Exxon să își vândă participația de 25% în compania Germană de transport al petrolului, Thyssengas. MEGAS a fost cumpărată de Duke Energy iar participația din Thyssengas a fost cumpărată de RWE. Compania a vândut de asemenea afacerea Exxon din domeniul combustibilului pentru avioane către BP și de asemenea o anumită parte din capacitatea de transport al Mobil ce deservea aeroportul Gatwick. Federal Trade Comission a cerut vânzarea a 2,431 de benzinării în Northeast și Mid-Atlantic (1,740), California (360), Texas (319) și Guam (12). Mai mult, ExxonMobil trebuia să își vândă și rafinăria Benicia din California, operațiunile din Boston, zona Washington D.C. și Guam, participația in conducta Colonial, participația Mobil în sistemul de conducte Trans-Alaska, afacerea Exxon din domeniul combustibilului de turbine de avioane și să renunțe la opțiunea de a cumpăra benzinăriile Tosco Corporation. Rafinăria Benicia și 340 de benzinării cu numele Exxon din California au fost cumpărate de Valero Energy Corporation în 2000.

### Din 2000 până în prezent
În 2002, compania și-a vândut participația în mina de cărbune Cerrejón din Columbia și a ieșit din afacerea de minare a cuprului din Chile. În 2009, ExxonMobil a renunțat la minarea cărbunelui, vânzând ultima mină operațională de cărbune din Statele Unite.
În 2008, ExxonMobil a început să iasă de pe piața de vânzare directă din Statele Unite, vânzându-și benzinăriile. Folosirea brandurilor Exxon și Mobil a fost francizată noilor proprietari.
În decembrie 2009 ExxonMobil a anunțat cumpărarea producătorului de gaze naturale XTO Energy pentru suma de 31 miliarde dolari în acțiuni.

## Operațiuni
ExxonMobil este cea mai mare companie (ce nu este deținută de guvern) din domeniul energetic din lume și produce aproximativ 3% din petrolul mondial și aproximativ 2% din energia lumii.
ExxonMobil este organizată într-un număr de divizii globale de operațiuni. Aceste divizii sunt grupate în trei categorii, deși compania mai are câteva divizii secundare, precum cea de Cărbune și Minerale, care sunt separate. Deține sute de subsidiare mai mici, precum Imperial Oil Limited (69,6% din acțiuni) în Canada, și SeaRiver Maritime, o companie de transport maritim al petrolului.
- Upstream (explorarea petrolului, extracția, transportul și operațiunile angro) bazată în Houston
- Downstream (marketing, rafinare și operațiunile cu amănuntul)
- Divizia petrochimică bazată în Houston

### Upstream
Divizia de upstream reprezintă majoritatea veniturilor pentru ExxonMobil, aproximativ 70% din total. În 2014, compania a avut 25.3 miliarde de barili (4.02×10{\displaystyle ^{9}} m{\displaystyle ^{3}}) rezerve echivalente de petrol. În 2013 rația de înlocuire a rezervelor a fost de 103%.
În Statele Unite, operațiunile de explorare și producție ale ExxonMobil pentru petrol sunt concentrate în Bazinul Permian, Bakken Formation, Woodford Shale, Caney Shale și Golful Mexic. În plus, ExxonMobil are numeroase zone de exploatare a gazului, în regiunile Marcellus Shale, Utica Shale, Haynesville Shale, Barnett Shale și Fayetteville Shale. Toate activitățile sale legate de gazul natural sunt conduse de subsidiara sa, XTO Energy. La 31 Decembrie 2014, ExxonMobil deținea 59,100 km² în Statele Unite din care 6.100 km² doar în Golful Mexic. În California, deține o companie comuna cu Shell Oil numită Aera Energy LLC. În Canada compania deține 22,000 km², incluzând 4,000 km² offshore și 2,800 km² în proiectul Kearl Oil Sands.
În Argentina, ExxonMobil deține 3,600 km², în Germania 20,000 km², în Olanda 6,100 km², în Norvegia 1,600 km² offshore, și în Regatul Unit 2,400 km² offshore. În Africa operațiunile upstream sunt concentrate în Angola unde deține 1,600 km² offshore, Chad unde deține 19,000 de hectare, Guinea Ecuatorială unde deține 400 km² offshore și Nigeria unde deține 3,200 km² offshore. În plus, ExxonMobil plănuiește să înceapă activitățile de explorare pe coasta Liberiei și a Coastei de Fildeș. În trecut, ExxonMobil a avut activități de explorare în Madagascar. Totuși aceste operațiuni au fost încheiate datorită rezultatelor neperformante.
În Asia deține 3,600 hectare în Azerbaijan, 6,900 km² în Indonesia, din care 5,300 km² sunt offshore, 2,800 km² în Irak, 1,200 km² în Kazakhstan, 810 km² în Malaysia, 26.000 hectare în Qatar, 4,000 hectare în Yemen, 8,500 hectare în Tailanda, 33,000 hectare în Emiratele Arabe Unite.
În Rusia, ExxonMobil deține 34,000 hectare în proiectul Sakhalin-I. Împreună cu Rosneft, a dezvoltat 257,000 km² în Rusia, inclusiv în estul câmpului Prinovozemelsky. În Australia, ExxonMobil deținea 6,900 km², inclusiv 6,500 km² offshore. De asemenea operează uzina de procesare a gazului natural Longford și participă în proiectul Gorgon LNG. În Papua Noua Guinee deține 4,500 km², inclusiv proiectul PNG Gas.

### Midstream
Începând cu 2019, compania are colaborări cu alte companii din domeniul conductelor de transport al țițeiului pentru a transporta producția sa din domeniul upstream, precum conducta Wing to Webster și Double E (pentru care deține obțiunea de a achiziționa 50%), pentru a transporta gaz natural din Bazinul Permian.

### Downstream
ExxonMobil comercializează produse în lume sub numele de Exxon, Mobil și Esso. Mobil este principalul brand de benzinării al companiei ExxonMobil în California, Florida, New York, New England, Great Lakes și Midwest. Exxon este brandul primar în restul Statelor Unite, cu cea mai mare concentrare de benzinării localizată în New Jersey, Pennsylvania, Texas (împărțită cu Mobil), în Mid-Atlantic și statele din Sud-Est. Esso este brandul principal de benzinării al ExxonMobil în restul lumii, excepție făcând Australia, Guam, Mexic, Nigeria și Noua Zeelandă, unde este folosit exclusiv brandul Mobil.

### Petrochimie
ExxonMobil Chemical este o companie petrochimică ce a fost creată prin combinarea industriilor chimice ale Exxon și Mobil. Produsele lor principale includ alchenele și aromaticele, etilenglicol și polipropilenă, precum și elastomer, plastifiant și solvenți. Compania produce de asemenea stocuri de bază de lubrifiant sintetic precum și aditivi lubrifianți, pelicule de ambalare cu propilenă și catalist. Compania a fost un lider al industriei în tehnologia catalistului metallocene pentru a realiza polimeri unici cu performanțe sporite. ExxonMobil este cel mai mare producător de cauciuc butyl.
Infineum, o companie în colaborare cu Royal Dutch Shell, produce și comercializează aditivi lubrifianți pentru carter, aditivi pentru combustibili și aditivi lubrifianți speciali precum și ulei pentru transmisie automată, ulei pentru cutia de viteze și uleiuri industriale.

### Cercetarea pentru energie curată
ExxonMobil conduce cercetări pentru tehnologii din domeniul energiei curate, incluzând biocombustibili bazați pe alge, biodiesel fabricat din resturi din agricultură și rafinarea petrolului în plastic folosind o membrană și osmoză în loc de căldură. 
Totuși, este puțin probabil ca, compania să comercializeze aceste produse înainte de 2030.

## Detalii financiare

### Date financiare
Potrivit Fortune Global 500, ExxonMobil a fost a doua cea mai mare companie, a doua cea mai mare companie publică și cea mai mare companie din domeniul petrolier din Statele Unite în 2017 după venituri.
| An   | Venituri (milioane $) | Venit Net (pierdere) (milioane $) | Total active | Preț pe acțiune | Angajați |
| ---- | --------------------- | --------------------------------- | ------------ | --------------- | -------- |
| 2008 | 477,359               | 45,220                            | 228,052      | 82.68           | 79,900   |
| 2009 | 310,586               | 19,280                            | 233,323      | 70.95           | 80,700   |
| 2010 | 383,221               | 30,460                            | 302,510      | 64.99           | 83,600   |
| 2011 | 486,429               | 41,060                            | 331,052      | 79.71           | 82,100   |
| 2012 | 480,681               | 44,880                            | 333,795      | 86.53           | 76,900   |
| 2013 | 438,255               | 32,580                            | 346,808      | 90.50           | 75,000   |
| 2014 | 411,939               | 32,520                            | 349,493      | 97.27           | 75,300   |
| 2015 | 249,248               | 16,150                            | 336,758      | 82.82           | 73,500   |
| 2016 | 208,114               | 7,840                             | 330,314      | 86.22           | 71,100   |
| 2017 | 244,363               | 19,710                            | 348,691      | 81.86           | 69,600   |
| 2018 | 290,212               | 20,840                            | 346,196      | 79.96           | 71,000   |
| 2019 | 264,938               | 14,340                            | 362,597      | 73.73           | 74,900   |
| 2020 | 181,502               | (22,440)                          | 332,750      | 44.52           | 72,000   |

### Sediul central și birourile

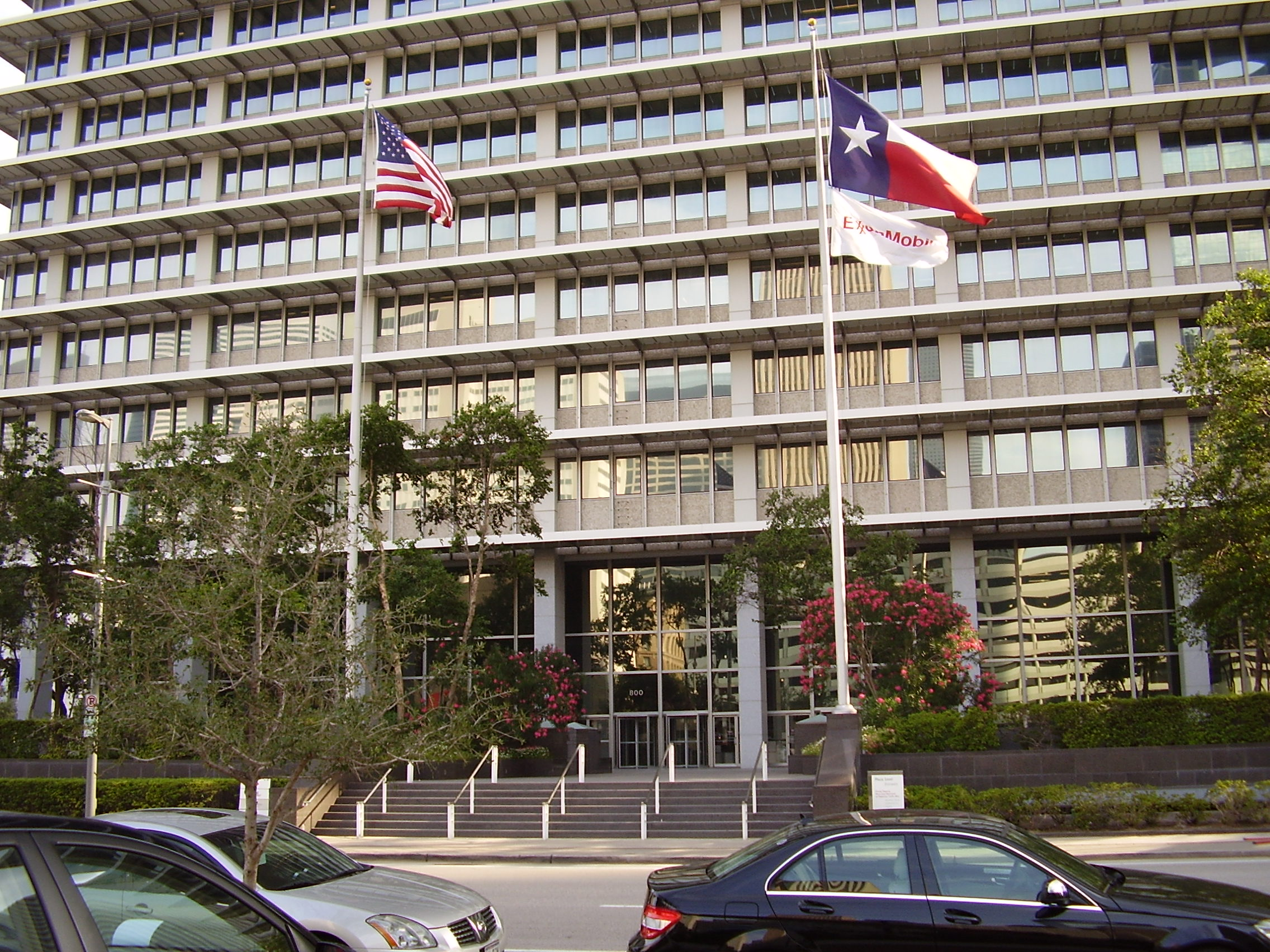
Fostul sediu ExxonMobil în centrul orașului Houston. Sediul s-a mutat în 2015.

Sediul central al ExxonMobil este situat în Irving, Texas.
Compania a decis să își consolideze operațiunile din Houston într-un nou campus situat în nordul Harris County, eliberând astfel birourile de pe strada Bell St. unde au fost din 1963. Acesta include 20 de birouri totalizând 280,000 m², un centru spa, laborator și trei parcări. A fost proiectat pentru a găzdui aproape 10,000 de angajați plus 1,500 de angajați situați într-un campus aflat în apropiere în Hughes Landing în The Woodlands, Texas.

### Consiliu de administrație
Președintele consiliului de administrație și directorul executiv al Exxon Mobil Corp. este Darren W. Woods. Woods a fost ales președinte al consiliului de administrație și director executiv începând cu 1 Ianuarie 2017, după retragerea fostului președinte al c.a. și director, Rex Tillerson. Înainte de a fi ales la conducerea companiei, Woods a fost ales președinte al ExxonMobil și membru în consiliul de administrație în 2016.
Începând cu 15 Mai, 2021, membrii consiliului de administrație al ExxonMobil sunt:
- Michael J. Angelakis, președinte al consiliului de administrație și director executiv al Atairos Group Inc.
- Susan Avery, președinte emerit al Woods Hole Oceanographic Institution
- Angela Braly, fost președinte și director executiv al WellPoint (acum Anthem)
- Ursula Burns, fost președinte al consiliului de administrație și director executiv al Xerox
- Joseph Hooley, fost președinte al consiliului de administrație și director executiv al State Street Corporation
- Kenneth Frazier, membru al consiliului, președinte și director executiv al Merck & Co.
- Steven A. Kandarian, membru, președinte și director executiv al MetLife, Inc.
- Douglas R. Oberhelman, fost membru al consiliului și director executiv al Caterpillar Inc.
- Samuel J. Palmisano, fost membru al consiliului și director executiv al IBM
- Jeffrey W. Ubben, fondator, manager de portofoliu și partener manager la Inclusive Capital Partners, L.P.
- William C. Weldon, fost președinte al consiliului de administrație și director executiv la Johnson & Johnson
- Wan Zulkiflee, președinte de grup non-executiv al consiliului de administrație al Malaysia Airlines și Malaysia Aviation Group
- Darren W. Woods, președinte al consiliului de administrație și director executiv, ExxonMobil Corporation

### Comitetul de conducere
Membrii prezenți ai comitetului de conducere la ExxonMobil începând cu 6 Februarie 2019 sunt:
- Darren W. Woods, președinte al consiliului de administrașie și director executiv
- Neil A. Chapman, vice președinte senior
- Andrew P. Swiger, vice președinte senior și director financiar principal
- Jack P. Williams, vice președinte senior